# بازار ارز تجاری ایران
بازار ارز تجاری ایران، مکانی برای انجام معاملات ارزی است که به وسیله مرکز مبادله ارز و طلای کشور راه اندازی شد و در تاریخ ۲۴ آذر ۱۴۰۳ به صورت آزمایشی و از تاریخ ۱ بهمن ۱۴۰۳ به شکل رسمی فعالیت خود را آغاز کرد و جایگزین سامانه نیما شد. پس از راه اندازی این بازار تمامی پتروشیمی ها ، پالایشگاه ها و همچنین سایر صادرکنندگان مشمول بند ۱ تا ۸ آئین نامه اجرایی بازار ارز تجاری، شامل صادرکنندگان بخش فولاد، فلزات اساسی رنگین و فرآورده های نفتی در سامانه نیما و غیره ( به استثنای دارو و کالاهای اساسی) ملزم به حضور در بازار جدید ارزی و خروج از سامانه نیما شدند. براساس اعلام بانک مرکزی جمهوری اسلامی ایران هدف از ایجاد بازار جدید گسترش رشد بازار ارز تجاری کشور، رشد مستمر میزان عرضه و تقاضا ارز مورد نیاز واردات و برنامه ریزی در جهت تامین نیازهای ارزی کشور در قالب اسکناس‌ در چهارچوب ارز مصارف خدماتی به وسیله سامانه ارز خدماتی  مرکز مبادله ارز و طلای کشور با نرخ ارز بازار ارز تجاری تامین شود و در انتها سال ارز گردشگری افزایش یابد.